# Gebhard Truchsess von Waldburg
Gebhard Truchsess von Waldburg, Gebhard z Waldburga (ur. 10 stycznia 1547 w Heiligenbergu, zm. 31 maja 1601 w Strasburgu) – arcybiskup Kolonii i książę-elektor Rzeszy od 1577 do 1583, który w 1582 przeszedł na protestantyzm i podjął nieudaną próbę sekularyzacji księstwa arcybiskupiego.

## Życiorys
Gebhard pochodził z możnej katolickiej rodziny, której członkowie pełnili różne funkcje na dworze cesarskim i w księstwach niemieckich. Jego ojciec Wilhelm był członkiem rady i posłem cesarskim, a stryj Otto biskupem Augsburga; ten ostatni wspierał Gebharda w jego karierze kościelnej. Gebhard studiował w Dillingen, Ingolstadt, Leuven i Perugii. Od 1560 pełnił różne funkcje kościelne w Augsburgu, Kolonii i Strasburgu. M.in. w 1574 został prepozytem kapituły katedralnej w Augsburgu oraz dziekanem kapituły katedralnej w Kolonii. 5 grudnia 1577 został wybrany na arcybiskupa Kolonii. Wybór nastąpił stosunkiem głosów 12:10 przeciwko Ernestowi Wittelsbachowi, który był kandydatem popieranym przez cesarza i kurię, a o zwycięstwie Gebharda zadecydowały wpływy w kapitule katedralnej partii protestanckiej, obawiającej się wpływów bawarskich na arcybiskupstwo. 19 marca 1578 Gebhard przyjął święcenia kapłańskie, w kwietniu tego samego roku otrzymał cesarską inwestyturę i został przyjęty do kolegium elektorskiego, a dopiero 29 marca 1580 zatwierdzony przez papieża (który długo wstrzymywał się, prawdopodobnie ze względu na Bawarię).
Najprawdopodobniej Gebhard był z przekonania katolikiem i jego działania związane z przejęciem arcybiskupstwa nie były zaplanowanym podstępem. Jednak pod wpływem Agnes von Meinsfeld-Eisleben, protestanckiej hrabianki, z którą miał potajemny romans prawdopodobnie od 1579 lub 1580 (kochankowie spotykali się na zamku Moers należącym do kalwińskiego hrabiego Adolfa z Neuenahr) oraz hrabiego Wetterau przyjął plan porzucenia katolicyzmu, poślubienia Agnes i sekularyzacji księstwa arcybiskupiego. 19 grudnia 1582 publicznie wyrzekł się Kościoła katolickiego i proklamował wolność wyznania w księstwie, a 2 lutego 1583 w Bonn poślubił Agnes. Działania te oznaczały naruszenie postanowień pokoju augsburskiego z 1555 (zgodnie z którym księstwa biskupie miały pozostać w rękach katolików – w razie przejścia biskupa na protestantyzm miał zrezygnować z urzędu i na jego miejsce miał być wybrany katolik), a także równowagi politycznej pomiędzy katolikami i protestantami w Rzeszy – stanowiły szczególnie silny impuls dla rozwoju protestantyzmu w tej części Europy oraz mogło dać książętom protestanckim większość w kolegium elektorskim, co mogło spowodować w przyszłości wybór protestanckiego cesarza. Spowodowało to silny opór katolickiej części kapituły, cesarza i papieża. 1 kwietnia 1583 papież Grzegorz XIII ogłosił ekskomunikę Gebharda i pozbawienie go arcybiskupstwa Kolonii, a 23 maja tego roku kapituła katedralna wybrała na nowego arcybiskupa Ernesta Wittelsbacha, zapewniając sobie pomoc wojsk bawarskich i hiszpańskich.
Gebhard nie uznał wyboru Ernesta i zmobilizował siły protestanckie z księstwa arcybiskupiego (zwłaszcza z Westfalii) oraz otrzymał pomoc z Palatynatu Reńskiego. Wybuchła wojna, która trwała od 1583 do 1588 i doprowadziła do dewastacji księstwa. Już w 1583 wycofały się wojska palatynackie, skutkiem czego wojska bawarskie i hiszpańskie zdobyły w grudniu tego roku biskupi zamek Godesburg zabezpieczający główne miasto księstwa, Bonn. Samo Bonn poddało się w styczniu 1584. Gebhard chronił się początkowo w Westfalii, a w 1584 udał się do Niderlandów. Uzyskał niderlandzkie wsparcie wojskowe, które umożliwiło mu nawet zdobycie 23 grudnia 1587 Bonn. Dopiero w 1589 zrezygnował z walki o utracone arcybiskupstwo.
Osiadł w Strasburgu, gdzie był protestanckim dziekanem kapituły katedralnej. Tam też zmarł i został pochowany w tamtejszej katedrze. 